# Колца, Илья Агапович
Илья Агапович Колца — советский хозяйственный и государственный деятель, лауреат Государственной премии СССР за выдающиеся достижения в труде.

## Биография
Родился в 1927 году в селе Карпицены. Член КПСС с 1965 года.
В 1958—1987 годах — бригадир виноградарской бригады колхоза «Друмул ленинист» Котовского района Молдавской ССР.
Под руководством Колцы бригада добилась в 1978 году урожайности винограда в 109 ц/га на площади в 211 га.
За существенное повышение эффективности и качества работы и получение на этой основе высоких урожаев овощей, картофеля, винограда, хлопка, табака и кормовых культур был в составе коллектива удостоен Государственной премии СССР за выдающиеся достижения в труде 1977 года.
Жил в Молдавии.

## Награды
- Орден Ленина (дважды)
- Орден Знак Почёта